# Osmeriformes
Osmeriformes es un orden de peces con espinas que incluye a las varias familias de Osmeridae, Salangidae, y los de mirada lateral  Opisthoproctidae.  El orden consiste de catorce familias con cerca de 240 especies.
Las características del orden incluyen el maxilar muy abierto, radios ausentes en las escamas,  pérdida de los huesos basisfenoides y orbitosfenoides. La mayoría de los osmeriformes desovan en agua dulce,  pero muchos son anadromos  y se hallan en aguas templadas oceánicas.
Los Argentinoidei se caracterizan por presentar un "órgano crumenal", consistente en cartílago adicional y un filtro branquial en la 5ª ceratobranquial,  mientras los Osmeroidea son notables por poner sus huevos rodeados de una membrana adhesiva.  Algunas clasificaciones dividen los géneros de Argentinoidei:  Holtbyrnia, Maulsia,  Pellisolus fuera de la familia Platytroctidae  y los ponen en su propia familia Searsiidae.

## Clasificación
- Suborden Argentinoidei:
  - Superfamilia Alepocephaloidea:
    - Alepocephalidae
    - Leptochilichthyidae
    - Platytroctidae

  - Superfamilia Argentinoidea:
    - Argentinidae
    - Bathylagidae
    - Microstomatidae
    - Opisthoproctidae
- Suborden Osmeroidei:
  - Superfamilia Galaxoidea:
    - Galaxiidae
    - Lepidogalaxiidae
    - Retropinnidae

  - Superfamilia Osmeroidea:
    - Osmeridae
    - Plecoglossidae
    - Salangidae